# Joyride (1977)
Joyride (in Deutschland auch bekannt als Joyride – Ein gefährlicher Trip) ist ein US-amerikanischer Spielfilm aus dem Jahr 1977. Der Regisseur war Joseph Ruben, das Drehbuch ist von Joseph Ruben und Peter Rainer. Die Hauptrollen spielten Melanie Griffith und Robert Carradine.

## Handlung
Die drei gelangweilten Teenager John, Scott und Susan aus Los Angeles machen sich spontan auf den Weg nach Alaska, um auf einem Ölfeld zu arbeiten und in der rauen Arktis-Welt Abenteuer und Freiheit zu finden. Doch stattdessen werden sie in eine Verschwörung verwickelt und finden sich von Polizei und Verbrechern gleichermaßen verfolgt wieder.

## Kritik
„Belanglose Geschichte um Aussteiger und Outlaws.“

## Trivia
- Joyride ist einer der ersten Filme von Melanie Griffith.
- Die Film-Musik stammt von Electric Light Orchestra.[2]
- Joyride hat noch keine Kritiken auf Rotten Tomatoes.[3]